# Onthophagus cometes
Onthophagus cometes là một loài bọ cánh cứng trong họ Bọ hung (Scarabaeidae).